# Trigonid
Trigonid – powierzchnia na koronie dolnych zębów trzonowych, obecna u pierwszych ssaków, a obecnie u części owadożernych, nietoperzy oraz naczelnych. Jest zlokalizowana przed talonidem. Składają się na nią trzy guzki ułożone trójkątnie – protokonid, parakonid i metakonid.